# Si no te has ido, vete
"Si no te has ido, vete" es una canción y el tercer y último sencillo del octavo álbum de estudio Algo natural de la cantante y compositora mexicana Alejandra Guzmán lanzado a principios del año 2000. La canción fue escrita por Reyli Barba, (quién también en ese entonces pertenecía al grupo Elefante) y producida por Randy Cantor y Desmond Child.

## Lista de canciones

### Sencillo - CD[4]
| Si no te has ido, vete — Single |                          |          |  |
| N.º                             | Título                   | Duración |  |
| 1.                              | «Si no te has ido, vete» | 2:24     |  |

## Posicionamiento en listas
| Lista (2001)                | Posición |
| --------------------------- | -------- |
| Billboard Hot Latin Songs   | 19       |
| Billboard Latin Pop Airplay | 40       |